# دفترچه خاطرات یک بی‌عرضه: مسافت طولانی (فیلم)
دفترچه خاطرات یک بی‌عرضه: مسافت طولانی (به انگلیسی: Diary of a Wimpy Kid: The Long Haul) فیلمی محصول سال ۲۰۱۷ و به کارگردانی دیوید باورز است. در این فیلم بازیگرانی همچون جیسون دراکر، آلیسیا سیلورستون، تام اورت اسکات، چارلی رایت و اوون آسزتاالوس ایفای نقش کرده‌اند.
این چهارمین قسمت از این مجموعه فیلم و بر اساس داستان‌های دفترچه خاطرات یک بچه چلمن می‌باشد.